# Carlo Rubbia
Carlo Rubbia (Gorizia, 31 de marzo de 1934) es un físico y profesor universitario italiano galardonado con el Premio Nobel de Física del año 1984.

## Biografía
Nació el 31 de marzo de 1934 en la ciudad italiana de Gorizia, situada en la región de Friuli-Venecia Julia. En 1957 se licenció en física en la Escuela Superior Normal de Pisa. Al año siguiente ingresó en la Universidad de Columbia como investigador, donde se familiarizó con el acelerador de partículas.
En 1960 fue investigador en el CERN de Ginebra, donde se ocupó de investigaciones sobre la física de partículas elementares. Allí desarrolló la modificación del acelerador S.P.S. en un colisionador protón-antiprotón;
Entre 1971 y 1988 se dedicó a la docencia de Física en la Universidad de Harvard, y posteriormente, entre 1989 y 1993, fue director del CERN. Actualmente ejerce de profesor de Física en la Universidad de Pavía.
En 1984 recibió, junto al holandés Simon van der Meer, el premio Nobel de Física.
Desde 1985 es miembro de la Academia Pontificia de las Ciencias.
Desde 1999 fue director del ENEA Ente Nacional Energía y Ambiente en Italia. En 2005 criticó el Gobierno de Berlusconi sobre la humillación que sufre en Italia la investigación científica. En julio del mismo año fue despedido del ENEA.
Desde entonces colabora con el CIEMAT, por el desarrollo del "Solar termodinámico", proyecto empezado en el ENEA y no concluido en Italia al ser despedido.
Es miembro del consejo científico del instituto IMDEA Energía.
Fue consultado por los problemas energéticos por el Ministerio del Medio Ambiente en el segundo gobierno Prodi.
Es socio honorario nacional de la Accademia Nazionale dei Lincei en Italia.

## Investigaciones científicas
En 1960 entró a formar parte del CERN en Ginebra, donde continuó sus trabajos de investigación sobre las partículas elementales. En 1976 promovió la modificación el sincrotrón del CERN para introducir el bombardeo conjunto de protones y antiprotones, lo que se convirtió en una realidad en 1981. La realización de experimentos con esta nueva técnica llevó a Rubbia, con la colaboración de Simon van der Meer, al experimento denominado UA1 el que comportó el descubrimiento de una nueva partícula, llamada bosón W. Posteriormente ambos científicos realizaron el experimento UA2, con el cual se descubrió el bosón Z.
En 1984 fue galardonado, junto a van der Meer, con el Premio Nobel de Física por sus trabajos que han permitido descubrir el Bosón W y Z.
Rubbia inventó el concepto para un nuevo tipo de reactor nuclear, al que llamó amplificador de energía. Este concepto de diseño intrínsecamente seguro combina un acelerador de partículas con un reactor nuclear subcrítico que pueda hacer uso del torio como combustible y produciendo una reacción de fisión, los desechos producidos del cual se conservan activas durante un período más corto de tiempo que las producidas por los reactores convencionales.

## Ciencia y fe
Carlo Rubbia, en el curso de una entrevista, se expresaba así: “Cuando observamos la naturaleza quedamos siempre impresionados por su belleza, su orden, su coherencia (…). No puedo creer que todos estos fenómenos, que se unen como perfectos engranajes, puedan ser resultado de una fluctuación estadística, o una combinación del azar. Hay, evidentemente, algo o alguien haciendo las cosas como son. Vemos los efectos de esa presencia, pero no la presencia misma. Es este el punto en que la ciencia se acerca más a lo que yo llamo religión” (El País, 20-VII-1985).

## Otras distinciones
Carlo Rubbia es oficial de la Légion d'Honneur (otorgada por François Mitterand en 1989) y ha recibido la distinción Cavaliere di Gran Croce (la más alta distinción honorífica de Italia) de manos del presidente de la República italiana, Sandro Pertini.
Rubbia es doctor honoris causa en más de 30 universidades. En 2013 fue nombrado senador vitalicio de la República de Italia.